# Mallada eurycistus
Mallada eurycistus is een insect uit de familie van de gaasvliegen (Chrysopidae), die tot de orde netvleugeligen (Neuroptera) behoort. 
Mallada eurycistus is voor het eerst wetenschappelijk beschreven door Navás in 1914.